# Autódromo Internacional Nelson Piquet (Brasilia)
El Autódromo Internacional Nelson Piquet es un autódromo que tiene su sede en la ciudad de Brasilia, la capital de Brasil. Mide 5,476 km de longitud. El nombre original del circuito se denominaba originalmente como Autódromo Emilio Medici, cuando este fue construido para el año de 1974, pero más tarde cambiaría a su nombre actual. El circuito atrajo una competencia no puntuable del campeonato de Fórmula 1, dicha competencia de Brasilia se realizó una semana después del Gran Premio de Brasil de 1974, bajo el nombre de Gran Premio Presidente Emilio Médici ganada por Emerson Fittipaldi. Antes de llevar el nombre actuali en homenaje a Nelson Piquet, el circuito se llamó Autódromo de Brasília.
Desde 1995, el circuito fue arrendado a NZ Empreendimentos, una de las compañías de Nelson Piquet, por parte del gobierno del Distrito Federal de Brasil. Sin embargo, en 2006, el Distrito Federal recuperaría el control para poder gestionar por ellos mismos el circuito debido a falta de adecuación y actualización debido a la poca gestión realizada a la pista por parte de NZ Empreendimentos.
El circuito queda contiguo al Estadio Nacional de Brasilia, una de las sedes donde se celebraron partidos de la Copa Mundial de la FIFA Brasil 2014.
El circuito se utilizó para albergar a la desaparecida Fórmula 3 Sudamericana y la Fórmula 3 Brasil. En 2014 recibió al Stock Car Brasil.
El 19 de agosto de 2013 se anunció que el circuito sería la sede para albergar el Campeonato del Mundo de MotoGP a partir de 2015. Sin embargo, los organizadores del evento no pudieron obtener fondos para completar el trabajo a tiempo y el evento se eliminó del calendario final el 24 de febrero de 2014. En septiembre de ese año se confirmó que la IndyCar Series correría una carrera en esta pista en 2015, pero tampoco se realizó.